# Kongeegen

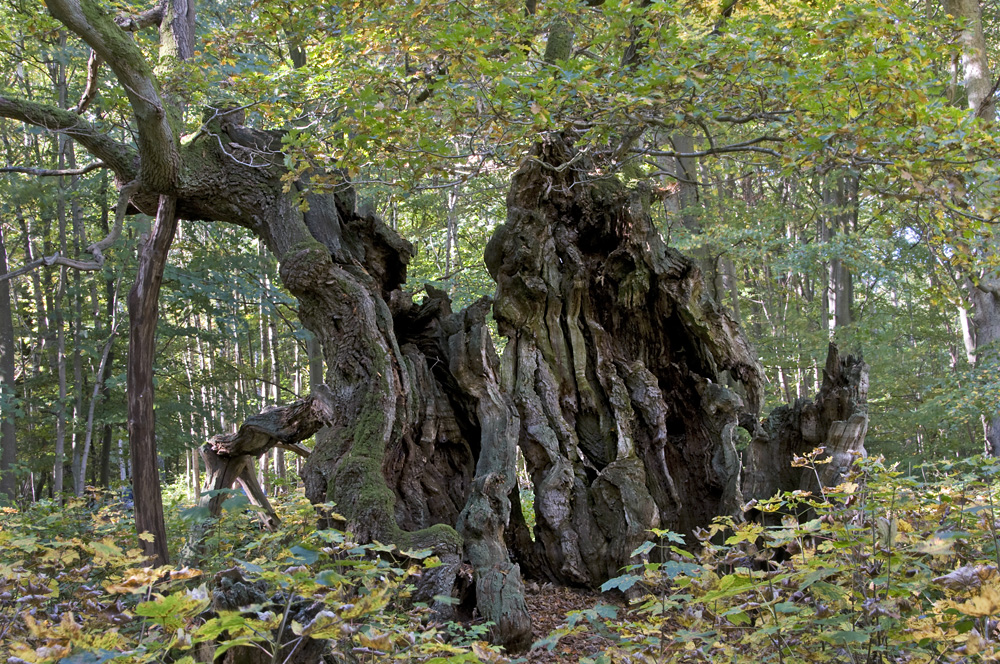
Kongeegen im Oktober 2008

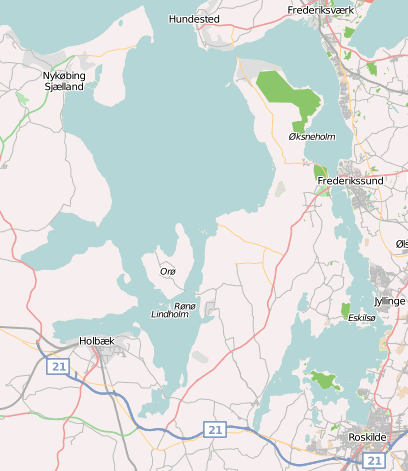
Isefjord mit Hornsherred – der Jægerspris Nordskov (grün)

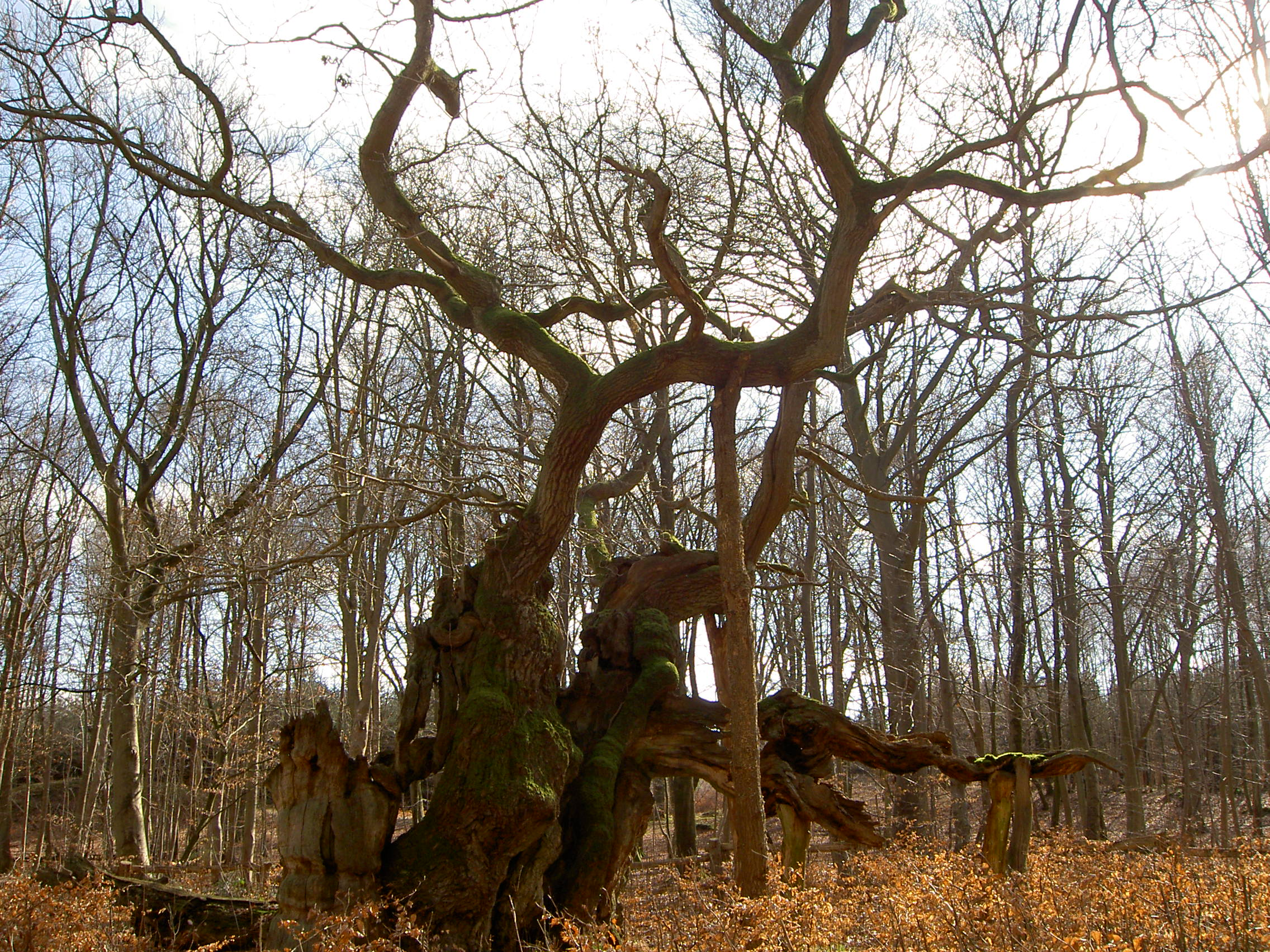
Kongeegen im März 2008

Kongeegen (deutsch die Königseiche) ist eine Stieleiche, die mit einem Alter von 1400 bis 2000 Jahren nicht nur als ältester Baum Dänemarks gilt, sondern vermutlich auch die älteste Eiche Nordeuropas ist. Die nur noch aus Resten bestehende Eiche befindet sich im Naturschutzgebiet Jægerspris Nordskov, das zwischen der nordseeländischen Stadt Jægerspris und der Ortschaft Kulhuse auf der Halbinsel Hornsherred liegt.
Eigentümer der Kongeegen ist die Stiftung Kong Frederik den syvendes stiftelse paa Jægerspris, die sich nach Friedrich VII. benennt. Der dänische König verabredete sich bei seinen Ausritten an der Eiche mit der Gräfin von Danner und verhalf dem Baum so zum Namen „Königseiche“. Erstmals beschrieben wurde Kongeegen 1813 vom dänischen Historiker Christian Molbech (1783–1857). In der Zeit war der Baum bereits derart ausgehöhlt, dass in seinem Inneren drei ausgewachsene Personen Platz fanden.

## Beschreibung
Der Stammesumfang von gegenwärtig zehn bis elf  Metern betrug 1965 noch über 14 Meter. Im gleichen Jahr wurde eine Höhe von 17 Metern und ein Durchmesser von 4,45 Metern gemessen.
Um das Jahr 1600 war der Baum bereits von innen morsch. Und da er auf feuchtem, unzugänglichen Terrain steht, von dem sich Holz nur schwer wegtransportieren ließ, blieb die Eiche trotz ihrer riesigen Ausmaße von größerem Holzschlag verschont. Nachdem 1973 der letzte große Ast abbrach, fiel der hülsenartige Baumstamm zur Hälfte zusammen. Zur Schadensbegrenzung halfen seitdem einzelne Pfropfen, die erfolgreich zum Erhalt der Eiche beitrugen.